# John Powell (atleta)
John Gates Powell (San Francisco, California, 25 de junho de 1947 - 18 de agosto de 2022) foi um antigo atleta norte-americano, especialista em lançamento do disco. Foi recordista mundial desta disciplina quando em 1975 atingiu a marca de 69,08 metros. No entanto, haveria de conseguir, como sua melhor marca pessoal, o registo de 72 08 metros, em 1984, o que o coloca como o oitavo melhor lançador de disco de todos os tempos.